# لي جونغ هيون (كرة سلة)
لي جونغ هيون مواليد 5 فبراير 1994، هو لاعب كرة سلة كوري جنوبي يلعب مع فريق جامعة كوريا ويحمل الرقم 32. يبلغ طوله 6 قدم 9 بوصة (2.1 م).

## الميداليات
| الميدالية | المسابقة                       |
| --------- | ------------------------------ |
| برونزية   | بطولة أمم آسيا لكرة السلة 2013 |

## روابط خارجية
- لي جونغ هيون على موقع الاتحاد الدولي لكرة السلة (الإنجليزية)
- لي جونغ هيون على موقع كرة السلة الأوروبية.كوم (الإنجليزية)
- لي جونغ هيون على موقع ريلجم (الإنجليزية)
- لي جونغ هيون على موقع بروبوليرز (الإنجليزية)
- لي جونغ هيون على موقع سبورتس رفرنس (الإنجليزية)